# Trichodactylus faxoni
Trichodactylus faxoni är en kräftdjursart som beskrevs av Rathbun 1905. Trichodactylus faxoni ingår i släktet Trichodactylus och familjen Trichodactylidae. IUCN kategoriserar arten globalt som livskraftig. Inga underarter finns listade i Catalogue of Life.